# 竹叶山姜
竹叶山姜（学名：Alpinia bambusifolia）为姜科山姜属下的一个种。

## 扩展阅读
- 維基物種上的相關：竹叶山姜